# Guadix

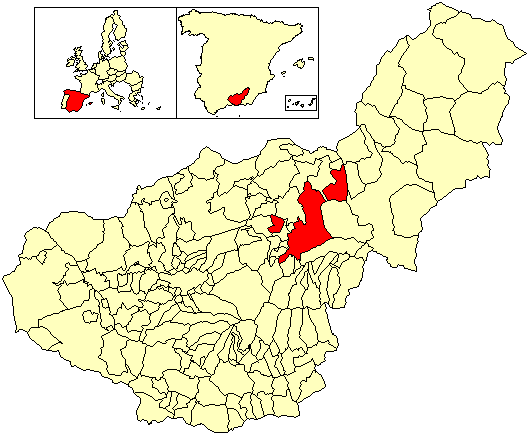
Localização de Guadix

Guadix é um município da Espanha na província de Granada, comunidade autónoma da Andaluzia, de área 317 km² com população de 20307 habitantes (2007) e densidade populacional de 63,52 hab/km².

## Demografia
| Variação demográfica do município entre 1991 e 2005 | Variação demográfica do município entre 1991 e 2005 | Variação demográfica do município entre 1991 e 2005 | Variação demográfica do município entre 1991 e 2005 | Variação demográfica do município entre 1991 e 2005 |
| --------------------------------------------------- | --------------------------------------------------- | --------------------------------------------------- | --------------------------------------------------- | --------------------------------------------------- |
| 1991                                                | 1996                                                | 2001                                                | 2004                                                | 2005                                                |
| 20033                                               | 20310                                               | 18188                                               | 20035                                               | 20136                                               |

## História e património
É uma das colónias humanas mais antigas da Península Ibérica. Na época do domínio romano chamava-se Júlia Gemela Acitana (Julia Gemella Accitana) daí o seu gentílico, acitanos. O nome actual da cidade remonta ao domínio muçulmano, quando se chamava, Uadi-As (Wadi-As; lit. Rio Verde). Na época do Reino Nacérida de Granada, Uadi-As era uma das suas 33 medinas (cidades muralhadas com alcáçovas). Durante este período a sua demarcação jurisdicional era quase idêntica à actual.
Os monumentos mais importantes são a Alcáçova árabe que domina a localidade, e a Catedral de diversos estilos, do gótico ao neoclássico, que é uma das três catedrais espanholas com planta renascentista, juntamente com as de Granada e Málaga).
Mas o património mais curioso da cidade de Guadix é o bairro troglodita. As suas casas são cuevas (covas ou cavernas), escavadas nos montes argilosos, com por vezes apenas a entrada e as chaminés por cima da terra. As cuevas de Guadix serão uma criação posterior à época árabe-muçulmana, as suas origens remontarão a imediatamente após a tomada de Granada, em 1492, pelos Reis Católicos. Actualmente, muitas estão a ser reabilitadas e até a se converter em alojamentos para turistas, como as "apartacuevas".